# Otie Chew Becker
Otie Chew Becker   (Londres, 2 de desembre de 1880 - 22 de gener de 1953) va ser una violinista i educadora anglesa malgrat que passà la major part de la seva vida a Los Angeles, Califòrnia.

## Infantesa
Otie Chew va néixer a Londres i va viure a Auckland, Nova Zelanda quan era una nena. El seu nom original era possiblement "Ottawa", basat en Ottawa, Kansas, on vivien els seus pares abans de néixer. El seu pare James Chew era un clergue. Ràpidament va mostrar potencial musical. Va rebre una beca per assistir al "Royal College of Music" de Kensington als 11 anys. Va ser estudiant dels violinistes Émile Sauret i Joseph Joachim.

## Carrera
La petita talla de Chew sovint es contrastava amb el seu so potent. "Encara que és una veritable petita nineta, té el to més gran i sonor mai tret de la fusta i la corda per part d'un dels seus sexes", va proclamar el director d'arts CH Gibbons aquell any.
| « | <"Ella és una persona molt petita i és una font de meravella per a tots, com una persona amb un marc tan petit pot aportar harmonies tan poderoses al seu instrument estimat"> | » |

va assenyalar el "Los Angeles Herald". Algunes valoracions primerenques van denunciar la seva inexperiència juvenil, com quan el "New Music Review" va assenyalar que "la senyoreta Otie Chew va interpretar el concert per a violí de Brahms de manera gairebé completament incompetent". El "The New York Timesva" tenir una opinió similar sobre el debut nord-americà de Chew el 1905, i va concloure que "seria una tasca trista enumerar els defectes de la seva interpretació".

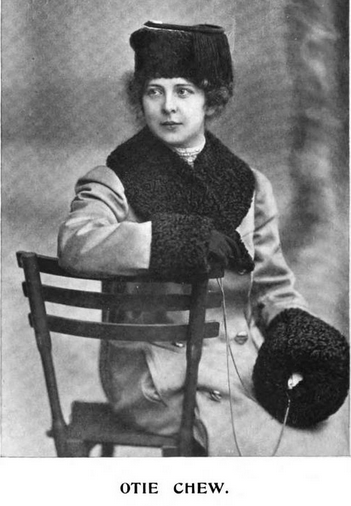
Otie Chew, d'una publicació de 1904

A Los Angeles després de 1905, Otie Chew Becker va tocar amb la filharmònica de Los Angeles, va fer concerts i va ensenyar violí. Els seus "sonars recitals" amb el seu marit el pianista Thilo Becker van ser molt admirats a la comunitat artística del sud de Califòrnia.

## Vida personal
Otie Chew es va casar amb Thilo Becker, un pianista i compositor d'origen australià el 1907. Vivien a "La Crescenta", Califòrnia. Thilo Becker va morir el 1944, i Otie Chew Becker va morir el 1953, amb 72 anys.
Com a jove artista de turisme, Otie Chew sovint es va fotografiar amb el seu gos, Lutin.